# Wilszanka (przystanek kolejowy)
Wilszanka (ukr. Вільшанка) – przystanek kolejowy w miejscowości Wilchowatyj, w rejonie rachowskim, w obwodzie zakarpackim, na Ukrainie. Położony jest na linii Delatyn – Diłowe.